# Kosijeri
Kosijeri (cyr. Косијери) – wieś w Czarnogórze, w gminie Cetynia. W 2011 roku liczyła 28 mieszkańców.